# Propithecus coronatus
El sifaca coronado (Propithecus coronatus) es una especie de primate estrepsirrino de la familia Indriidae endémico de Madagascar. Mide entre 87 y 102 centímetros, de los cuales de 47 a 57 corresponden a su cola. Es de hábitos diurnos, vive en el oeste de la isla, en bosques caducifolios secos.
Su pelaje es principalmente blanco cremoso, con la cabeza, cuello y garganta marrón oscuro. Vive en grupos de 2 a 8 individuos.
La especie se encuentra clasificada como en peligro. Ha habido una disminución en su población del 50% en los últimos 30 años, y se mantiene la tendencia al descenso.